# Campeonato Baiano 2002
In 2002 werd het 98ste Campeonato Baiano gespeeld voor voetbalclubs uit de Braziliaanse staat Bahia. De competitie werd gespeeld van 27 januari tot 20 juni en werd georganiseerd door de FBF. Vitória werd kampioen.

## Eerste fase
De eerste twee speelden een finale. 
| Plaats | Club                   | Wed. | W | G | V | Saldo | Ptn. |
| ------ | ---------------------- | ---- | - | - | - | ----- | ---- |
| 1.     | Palmeiras Nordeste     | 16   | 8 | 5 | 3 | 33:20 | 29   |
| 2.     | Cruzeiro               | 16   | 8 | 5 | 3 | 31:19 | 29   |
| 3.     | Catuense               | 16   | 7 | 6 | 3 | 22:15 | 27   |
| 4.     | Camaçari               | 16   | 7 | 5 | 4 | 33:17 | 26   |
| 5.     | Colo Colo              | 16   | 6 | 5 | 5 | 22:28 | 22   |
| 6.     | Atlético de Alagoinhas | 16   | 4 | 4 | 8 | 15:26 | 16   |
| 7.     | Juazeiro               | 16   | 4 | 4 | 8 | 15:28 | 16   |
| 8.     | Poções                 | 16   | 3 | 7 | 6 | 21:28 | 15   |
| 9.     | Barreiras              | 16   | 3 | 4 | 9 | 21:32 | 13   |

|  | Geplaatst voor tweede fase |
|  | Degradatie                 |

### Finale
|            |          |       |                |  |
| 4 mei Heen | Cruzeiro | 1 – 1 | Palmeiras      |  |
| 4 mei Heen | Fafá 14' |       | 78' Ricardinho |  |

|              |                             |       |          |  |
| 12 mei Terug | Palmeiras                   | 2 – 0 | Cruzeiro |  |
| 12 mei Terug | Ricardinho 43' Dentinho 45' |       |          |  |

## Tweede fase
| Plaats | Club                | Wed. | W | G | V | Saldo | Ptn. |
| ------ | ------------------- | ---- | - | - | - | ----- | ---- |
| 1.     | Vitória             | 10   | 6 | 2 | 2 | 22:14 | 20   |
| 2.     | Fluminense de Feira | 10   | 3 | 5 | 2 | 12:11 | 14   |
| 3.     | Bahia               | 10   | 3 | 4 | 3 | 20:14 | 13   |
| 4.     | Cruzeiro            | 10   | 4 | 0 | 6 | 10:18 | 12   |
| 5.     | Catuense            | 10   | 2 | 5 | 3 | 14:13 | 11   |
| 6.     | Palmeiras Nordeste  | 10   | 3 | 1 | 6 | 8:16  | 10   |

|  | Geplaatst voor finale |

### Finale
|              |                     |       |         |  |
| 16 juni Heen | Fluminense de Feira | 0 – 0 | Vitória |  |
| 16 juni Heen |                     |       |         |  |

|               |                                                |       |                     |  |
| 20 juni Terug | Vitória                                        | 5 – 0 | Fluminense de Feira |  |
| 20 juni Terug | Fernando 3' Aristzábal 15' André 44', 67', 78' |       |                     |  |

### Kampioen
| Campeonato Baiano de 2002 |
| ------------------------- |
| VITÓRIA 19º Titel         |